# Dekstran
Dekstran – polimer glukozy o wysokim ciężarze cząsteczkowym rozpuszczalny w wodzie, stosowany w medycynie jako płyn krwiozastępczy, w przemyśle spożywczym dekstran jest stosowany jako zagęstnik i emulgator, a w kosmetyce służy jako składnik pudrów i pomadek. Polimer ten może z powodzeniem zastępować gumy i śluzy roślinne używane, np. do klejenia. Jest też wykorzystywany w drukarstwie tkanin, w przemyśle fotograficznym, jako dodatek do papieru i mas plastycznych oraz surowiec przy wyrobie tabletek i kapsułek. Wytwarzany jest ze śluzu pokrywającego komórki bakterii Leuconostoc mesenteroides.

## Budowa

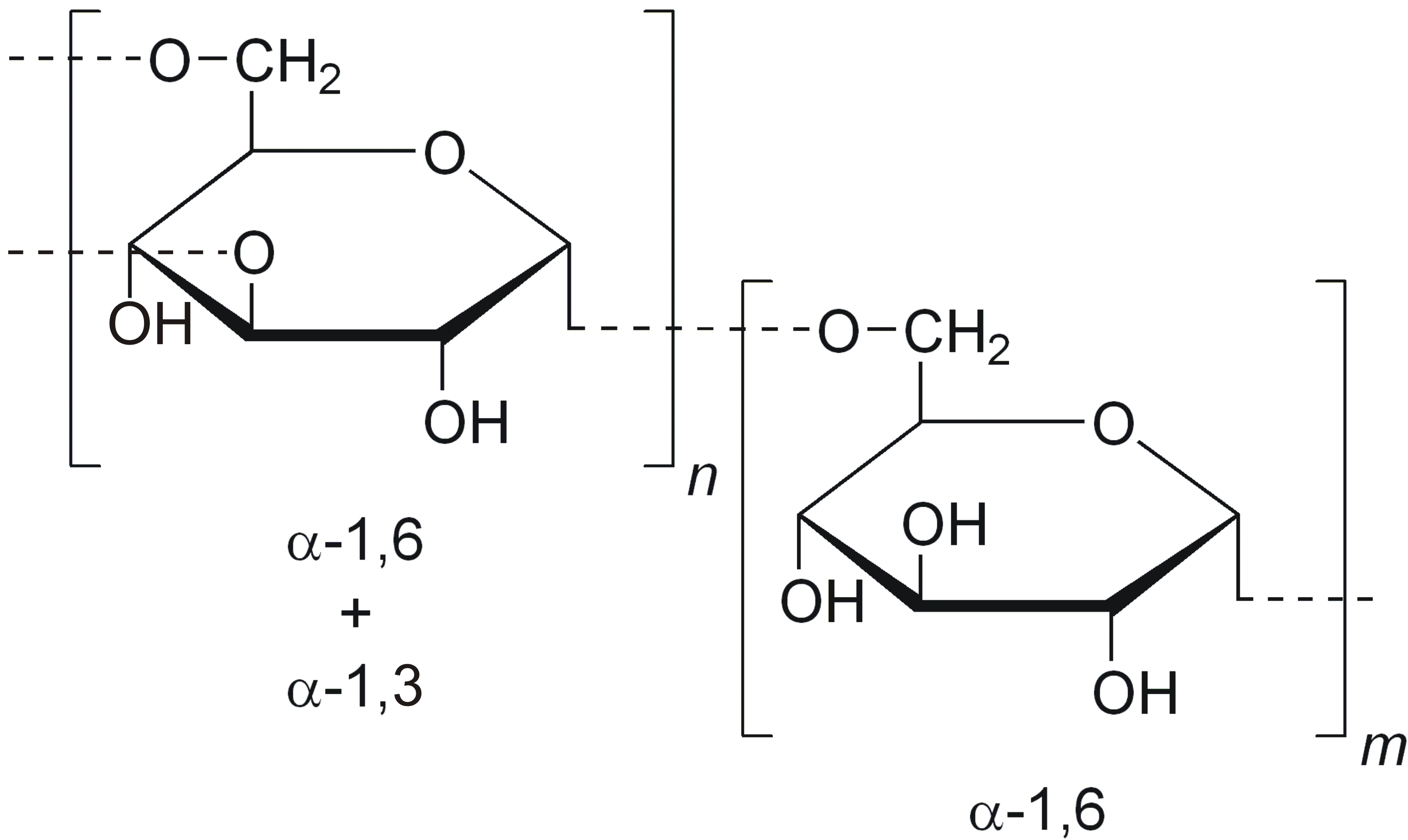
Budowa dekstranu z łańcuchem bocznym połączonym wiązaniem α-1,3-glikozydowym

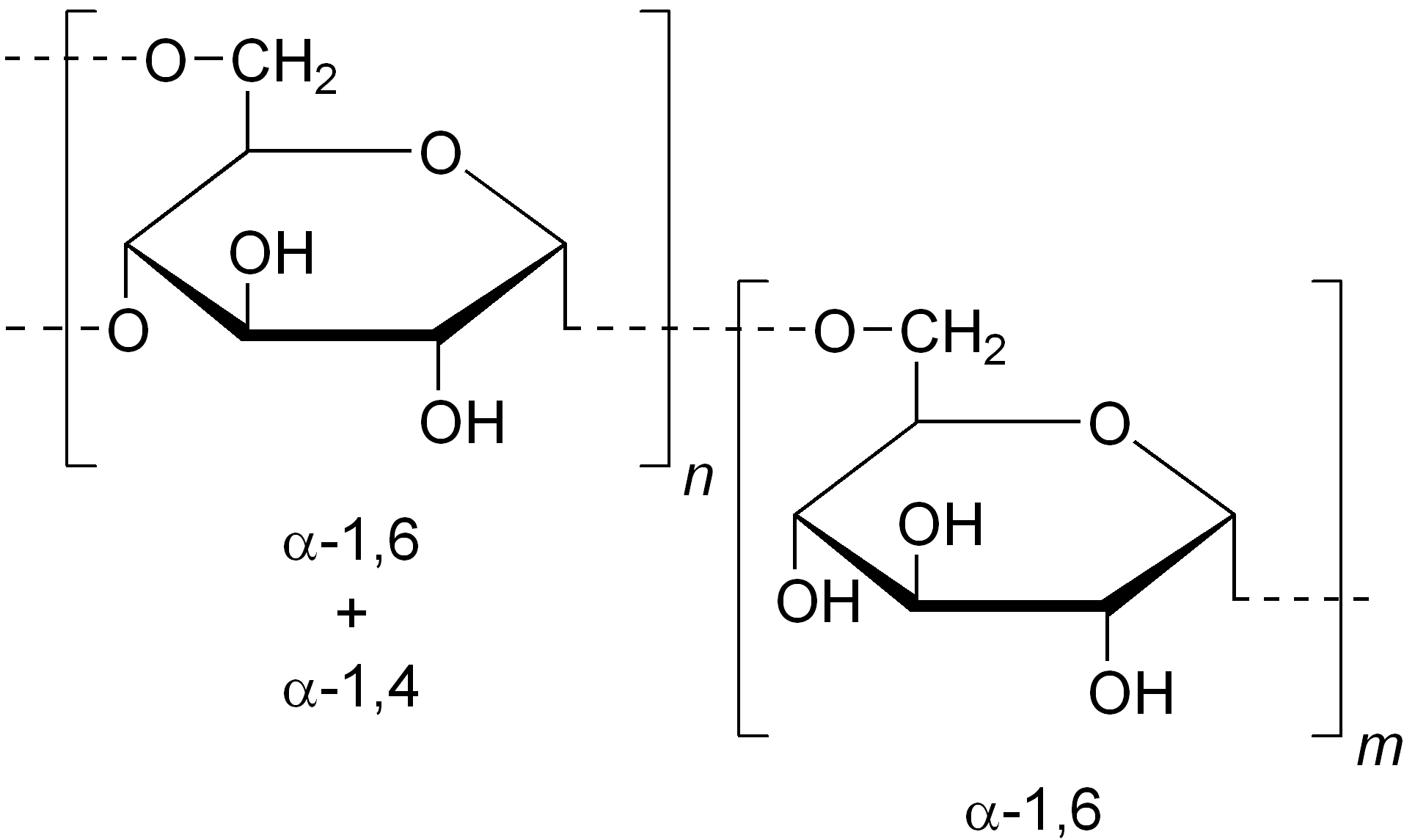
Budowa dekstranu z łańcuchem bocznym połączonym wiązaniem α-1,4-glikozydowym

Dekstrany zbudowane są z reszt D-glukopiranozy, tworzących układ rozgałęzionego polimeru. W łańcuchach głównych znajdują się zazwyczaj wiązania α-1,6-glikozydowe, a łańcuchy boczne przyłączone są poprzez wiązania α-1,2-, α-1,3- lub α-1,4-glikozydowe. Grupy boczne to w większości jedna lub dwie reszty glukozy, jednak długość niektórych łańcuchów bocznych dochodzi do 30–50 jednostek cukrowych. Mniej liczne dekstrany, zwane alternanami, zawierają w łańcuchu głównym naprzemiennie wiązania α-1,3- i α-1,6-glikozydowe. Znane są także dekstrany-mutanty, w których reszty glukozy w łańcuchu głównym połączone są wiązaniami α-1,3-glikozydowymi, a łańcuchy boczne przyłączone są przez wiązania α-1,6-glikozydowe.

## Farmakokinetyka
Dekstran podawany jest we wlewie dożylnym (i.v.). Czas półtrwania wynosi 6–8 h. Wydalanie następuje głównie przez nerki (w mniejszym stopniu biorą w nim udział płuca). Niewydalony dekstran ulega metabolizmowi w wątrobie do dwutlenku węgla i wody. Nie przenika przez barierę krew-mózg.

## Mechanizm działania
Do podaniu i.v. podnosi ciśnienie osmotyczne i zwiększa objętość osocza (1 g dekstranu wiąże 20 ml wody). Ponadto zmniejsza lepkość krwi (przeciwdziała to agregacji krwinek). Dekstran nie ma zdolności do wiązania i przenoszenia tlenu, dlatego nie może być stosowany jako substytut pełnej krwi.

## Wskazania
- wstrząs hipowolemiczny,
- profilaktyka żylno-zakrzepowa u pacjentów poddanych zabiegom operacyjnym, a obciążonych ryzykiem powikłań zakrzepowo-zatorowych,
- w zaburzeniach mikrokrążenia − jako środek poprawiający właściwości reologiczne krwi,
- w okulistyce – w zespole suchego oka.

## Działania niepożądane
- objawy przeciążenia układu krążenia przy zbyt szybkim podaniu,
- wstrząs anafilaktyczny,
- nudności, wymioty.

## Interakcje
Płynów infuzyjnych zawierających dekstran nie należy podawać równocześnie z ampicyliną, kwasem askorbinowym, chlorpromazyną, barbituranami i prometazyną, ponieważ mogą tworzyć się połączenia kompleksowe lub lek może ulec wytrąceniu.

## Przetaczanie krwi a wiara
Propagowany przez Świadków Jehowy jako alternatywa dla transfuzji krwi.